# أورفيوس بليدجر
أورفيوس بليدجر (Orpheus Pledger) ممثل أسترالي شارك في مسلسل تلفزيوني أسترالي موجه للأطفال يدعى الشمس الفضية.

## روابط خارجية
- أورفيوس بليدجر على موقع IMDb (الإنجليزية)
- أورفيوس بليدجر على موقع قاعدة بيانات الفيلم (الإنجليزية)